# 美山村 (福島県)
美山村（みやまむら）は福島県田村郡に属していた村。

## 地理
現在の田村市、旧船引町の北西部に位置する。磐越東線船引駅の北方にあたる。
- 山：移ヶ岳

## 歴史
村名は、移ヶ岳の別称である美山に由来する。

### 村域の変遷
- 1889年（明治22年）4月1日 - 町村制の施行により、北鹿又村、長外路村が合併して田村郡美山村発足。
- 1955年（昭和30年）4月1日 - 船引町・文珠村・瀬川村・移村・芦沢村・七郷村とともに合併し、改めて船引町が発足。美山村は消滅。

変遷表
| 1868年 以前 | 1868年 以前 | 明治22年 4月1日 | 昭和30年 4月1日 | 平成17年 3月1日 | 現在   |
| ----------- | ----------- | --------------- | --------------- | --------------- | ------ |
|             | 北鹿又村    | 美山村          | 船引町          | 田村市          | 田村市 |
|             | 長外路村    | 美山村          | 船引町          | 田村市          | 田村市 |

## 大字
- 北鹿又（きたかのまた）
- 長外路（ながとろ）

## 村長
- 菅村太事（1896年 - ）

## 人口・世帯

### 人口
総数 [単位： 人]
| 1889年（明治22年） | 1,341 |
| 1920年（大正 9年） | 1,630 |
| 1935年（昭和10年） | 1,921 |
| 1947年（昭和22年） | 2,380 |

### 世帯
総数 [単位： 世帯]
| 1920年（大正 9年） | 323 |
| 1935年（昭和10年） | 311 |
| 1947年（昭和22年） | 410 |